# Poeciloxestia melzeri
Poeciloxestia melzeri är en skalbaggsart som beskrevs av Lane 1965. Poeciloxestia melzeri ingår i släktet Poeciloxestia och familjen långhorningar. Inga underarter finns listade i Catalogue of Life.